# Брус (община)
Брус (серб. Брус) — община в Сербии, входит в Расинский округ.
Население общины составляет 17 394 человек (2007 год), плотность населения составляет 29 чел./км². Занимаемая площадь — 606 км², из них 52,9 % используется в промышленных целях.
Административный центр общины — город Брус. Община Брус состоит из 58 населённых пунктов, средняя площадь населённого пункта — 10,4 км².

## Статистика населения общины
| Год  | Население, чел. |
| ---- | --------------- |
| 1991 | 20630           |
| 2001 | 18922           |
| 2002 | 18699           |
| 2003 | 18474           |
| 2004 | 18224           |
| 2005 | 17961           |
| 2006 | 17692           |
| 2007 | 17394           |